# Enrico Fano
Enrico Fano (Milano, 3 gennaio 1834 – Milano, 11 dicembre 1899) è stato un politico italiano, senatore del Regno d'Italia dalla XVII legislatura.
Importante è la sua opera Della Carità Preventiva e dell'Ordinamento delle Società di Mutuo Soccorso in Italia pubblicata nel 1868.
Massone, fu membro della loggia milanese Insubria del Grande Oriente d'Italia, della quale fu il deputato all'Assemblea generale del 1863 a Firenze. 
Fu anche sostenitore del movimento di emancipazione femminile richiamando più volte l'attenzione sul ruolo che la donna operaia svolgeva nella vita economica nazionale.
In occasione della sua morte il Corriere della Sera del 12-13 dicembre 1899 ha pubblicato il seguente articolo:

## Biografia
"Era nato a Milano e aveva 66 anni; e questi furono da lui per la massima parte spesi a servizio del paese e per il bene del pubblico. Era un patriota puro e intemerato, modesto quanto meritevole di stima e d'onore, anche da parte del volgo immemore. Il Fano si laureò in giurisprudenza a Pavia; ed a Milano fece pratica di giurisprudenza nello studio, già allora famoso, di Antonio Mosca, come fece pratica di politica e di patriottismo scrivendo nel Crepuscolo del Tenca.
Il Fano, in quella battaglia prudente e coraggiosa contro il dominio austriaco, era nel posto più avanzato e pericoloso, avendo accettato di scrivere articoli di politica e la rassegna parlamentare piemontese; e così ebbe l'onore di meritarsi i sospetti, le angherie e le persecuzioni della polizia austriaca. Dalla parola il Fano passa all'azione; diviene l'anima di un Comitato che favorisce l'emigrazione dei giovani lombardi che si recavano a combattere per la patria indipendenza; si iscrive alla Società Nazionale de La Farina; e quando lo scoppio della guerra si avvicina, organizza un servizio di esplorazione, per informare giornalmente lo Stato Maggiore dell'Esercito piemontese di ogni mossa dell'esercito austriaco; ed a tale scopo, mutando ogni momento di sede come di vesti, percorre le provincie lombarde, indaga e vede, raccoglie notizie e riferisce; e da Pavia va a Piacenza, da Piacenza a Cremona, sempre nei posti più utili perché più pericolosi. Durante queste sue audaci peregrinazioni gli giunge notizia che la polizia austriaca aveva perquisisto la sua abitazione; ed egli allora, con fatiche e fra difficoltà inenarrabili, riesce a traversare la Lombardia, passare il confine e liberamente respirare nel libero Piemonte.
Fu allora nominato, assieme con Emilio Visconti-Venosta, commissario regio al campo di Garibaldi, e con Garibaldi e coi Cacciatori delle Alpi rientrò in Lombardia. Liberata Milano, ebbe da Cesare Correnti l'incarico di esaminare e riordinare le carte che la polizia austriaca aveva lasciato nella sua fuga.
Ritornò allora al giornalismo; ridiede scritti al Crepuscolo; scrisse nella Lombardia, che si ispirava allora alla politica di Camillo Cavour; e scrisse pure, con garbo di forma, larghezza di idee e profondità di concetto, nella Perseveranza e nel Politecnico. Pubblicò pure altri scritti, assai apprezzati, di economia politica.
Si prestò sempre, con amore, per numerose opere pie; ed era al presente membro del sottocomitato regionale della Croce Rossa Italiana e del Consiglio di Amministrazione della guardia medica notturna di piazza del Duomo.
Era da molti anni consigliere comunale ed assessore, preposto al riparto ottavo (anagrafe, leva, elezioni, stato civile, ecc.).
Fu pure, per lungo tempo, consigliere provinciale.
Fu deputato al Parlamento, avendo sostituito, nel corso della decima legislatura, Carlo Cattaneo nella rappresentanza del primo collegio della nostra città; e da quell'epoca appartenne alla Camera sino a tutta la XV legislatura.
Il 4 dicembre 1890 fu nominato senatore.
Dell'istruzione pubblica e della carità il Fano volle ricordarsi anche in morte; e, lasciati eredi i quattro nipoti Fano, dispose per vari legati di beneficenza, e per l'istituzione di premi nelle scuole comunali.
La morte di Enrico Fano sarà deplorata da quanti hanno mente e cuore capaci di apprezzare i meriti reali di coloro che, senza vanterie e rumori, servono il paese, spinti soltanto dall'amore di patria purissimo e disinteressato".